# NGC 1038
NGC 1038 is een spiraalvormig sterrenstelsel in het sterrenbeeld Walvis. Het hemelobject werd op 17 oktober 1885 ontdekt door de Amerikaanse astronoom Lewis A. Swift.

## Synoniemen
- PGC 10096
- UGC 2158
- MCG 0-7-76
- ZWG 388.90